# Альберто II Альберти
Альберто II (итал. Alberto II degli Alberti; 1143 — 1203) — флорентийский государственный деятель. Граф Прато из рода Альберти.

## Биография
Альберто был сыном графа Альберто I Прато и его жены Лавинии. Впервые он упоминается в документе 1076 года, в котором его мать и брат Ильдебрандо пожертвовали участок земли в Альяне церкви Сан-Стефано дела Прато. Также  Он имел титул графа Прато и владел несколькими участками землями вокруг этого города в регионе Тоскана.  По словам Ангиуса, он осуществлял совместное правление со своим братом Ильдебрандо.  Он теоретически принял на себя прерогативы своего отца как графа в 1077 году, когда, как считается, он умер, а его мать овдовела. Несмотря на то, что люди признавали их правителями этих земель, они не являлись бесспорными хозяевами этой местности, а были лишь крупными землевладельцами и осуществляли административную деятельность как представители императора.

## Семья
В апреле 1079 года он женится на графине Софии, дочери графа Альберта и вдове маркиза Арриго дель Монте Санта Мария. Супруги пожертвовали множество вещей капитулу Флорентийского собора для искупления своих душ и души своего сына Готифредо  , который стал епископом.  Что касается его потомков, у него было несколько сыновей: Бернардо Танкреди , прозванный Нонтигова , Альберто ,  Малабранка , все они назывались графами, Готифредо , который был назначен епископом Флоренции в 1113 году , Лючия, настоятельница монастыря Сант-Иларио в Кунео ,  и, по мнению других авторов, также был сын по имени Оттавиано.